# 西夏墅镇
西夏墅镇，是中华人民共和国江苏省常州市新北区下辖的一个乡镇级行政单位。

## 行政区划
西夏墅镇下辖以下地区：
西夏墅社区、浦河社区、池上社区、东南村、丁村、梅林村、戎家村、水塔口村、康西村、蓼沟村、西观庄村、牛郎村、新口庄村、浦西村和浦前村。